# Pigotts
Pigotts – miasto w Antigui i Barbudzie, na wyspie Antigua (Saint George). Liczy 1930 mieszkańców (2013).